# 索羅茨凱
49°22′42″N 25°50′44″E / 49.37833°N 25.84556°E
索羅茨凱（羅馬化：Sorotske）是位於烏克蘭西部特諾皮爾州特諾皮爾區的村莊，始建於1474年，面積5.81平方公里，2001年人口870，人口密度每平方公里149.7人。